# Seznam litovskih košarkarjev
Seznam litovskih košarkarjev.

## A
- Rolandas Alijevas

## B
- Eimantas Bendžius
- Dovis Bičkauskis
- Marek Blaževič
- Arnas Butkevičius

## C
- Valdemaras Chomičius

## D
- Tomas Delininkaitis

## E
- Martynas Echodas
- Gintaras Einikis

## G
- Deividas Gailius
- Martinas Geben
- Andrius Giedraitis
- Karolis Giedraitis
- Mindaugas Girdžiūnas
- Marius Grigonis

## I
- Žydrūnas Ilgauskas

## J
- Paulius Jankūnas
- Simas Jasaitis
- Šarūnas Jasikevičius
- Robertas Javtokas
- Sergėjus Jovaiša

## K
- Evaldas Kairys
- Mantas Kalnietis
- Artūras Karnišovas
- Rimantas Kaukėnas
- Jonas Kazlauskas
- Marius Kiltinavičius
- Linas Kleiza
- Rimas Kurtinaitis
- Mindaugas Kuzminskas

## L
- Kšyštof Lavrinovič
- Pranas Lubinas

## M
- Jonas Mačiulis
- Šarūnas Marčiulionis
- Tomas Masiulis
- Darius Maskoliūnas
- Donatas Motiejūnas

## P
- Modestas Paulauskas
- Marijonas Petravičius
- Martynas Pocius
- Virginijus Praškevičius

## R
- Mykolas Ruzgys

## S
- Arvydas Sabonis
- Domantas Sabonis
- Renaldas Seibutis
- Deividas Sirvydis
- Darius Songaila
- Donatas Slanina

## Š
- Ramūnas Šiškauskas
- Saulius Štombergas

## T
- Mindaugas Timinskas
- Ąžuolas Tubelis
- Einaras Tubutis

## V
- Jonas Valančiūnas
- Kristina Vengrytė

## Ž
- Eurelijus Žukauskas
- Mindaugas Žukauskas